# Sonnenuhr (Kröllwitz)

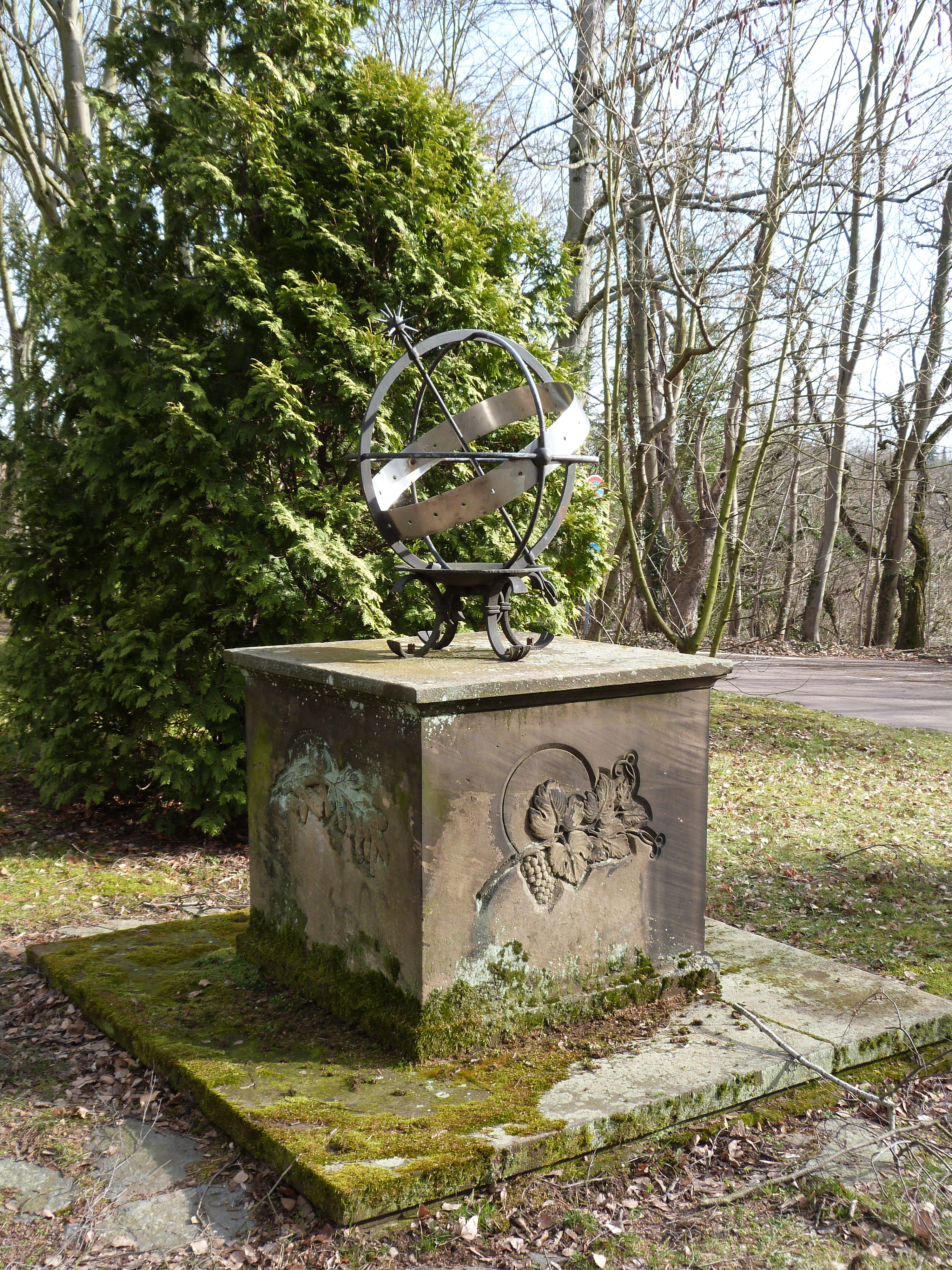
Sonnenuhr von Otto Leibe

Im halleschen Stadtteil Kröllwitz am Hohen Weg 4 steht seit 1952 vor dem ehemaligen Pädagogischen Institut in einer kleinen Grünanlage eine metallene Sonnenuhr von Otto Leibe auf einem würfelartigen Steinsockel mit Grundplatte.
Die vier Seiten Steinsockel greifen das Motiv der Vier Jahreszeiten auf. Dargestellt als Halbrelief ist ein Zweig mit einem Vogel für den Frühling, der Weinzweig mit Traube für den Herbst, ein hängender Zweig für den Winter und ein Zweig mit Blüten, die von einem Schmetterling bestäubt werden, für den Sommer.
Die Sonnenuhr steht im Entstehungszusammenhang mit dem ehemaligen Pädagogischen Institut. Das Gebäude wurde in den Jahren von 1950 bis 1955 errichtet, später von der Pädagogischen Hochschule „N.K. Krupskaja“ und dann als Institutsgebäude der Martin-Luther-Universität Halle-Wittenberg genutzt. Heute firmiert es als Bildungshaus Riesenklein. Es steht unter Denkmalschutz und wurde im Denkmalverzeichnis mit der Nummer 094 04760 erfasst. Die Sonnenuhr ist mittlerweile nicht mehr öffentlich zugänglich, da sie in einen Spielplatz integriert wurde.